# Фосфат алюминия
Фосфат алюминия (ортофосфат алюминия(III), триалюминийфосфат, алюминий фосфорнокислый нейтральный) — AlPO4, неорганическое соединение, алюминиевая соль фосфорной кислоты. Твёрдое, белое кристаллическое нетоксичное вещество, плохо растворимое в воде. Относится к IV классу опасности. Встречается в природе в виде многочисленных минералов. Образуется в виде студенистого осадка при действии на водорастворимые соли алюминия растворимых фосфатов.
Используется в качестве флюса в производстве керамики, добавки для цемента, высокотемпературного дегидратирующего агента, для выпуска специальных сортов стекла, как катализатор в органическом синтезе.
Также применяется как компонент для некоторых разрыхлителей в кондитерском деле и в медицине как антацид.

## Нахождение в природе
Белое (в аморфном виде) или бесцветное кристаллическое вещество, существующее в четырёх модификациях, среди которых устойчивы:
- α-AlPO4 — с гексагональной решёткой (пространственная группа P3121), устойчив до 580 °C;

Плотность: 2,64 г/см³, удельная теплоёмкость: 93,2 Дж/(моль·К), стандартная энтальпия образования: −1733 кДж/моль, стандартная энергия Гиббса: −1617 кДж/моль, стандартная энтропия: 90,8 Дж/(моль·K).
- β-AlPO4 — с гексагональной (580—1047 °C) или кубической (выше 1047 °C) решёткой.

### Физические свойства
Соединение плохо растворимо в воде (ПР 9,83⋅10−10) и спирте, хорошо растворимо в соляной и азотной кислоте. Хуже всего соль растворима в воде при pH 4,07—6,93.
При осаждении из водных растворов выпадает в виде аморфного осадка общей формулой AlPO4•xH2O. Известны кристаллогидраты, где x = 2; 3,5. Безводную соль можно получить при нагревании фосфата выше 1300 °C.

### Кислые фосфаты алюминия
Известны основные и кислые соли фосфата алюминия: Al2(PO4)(OH)3, Al(H2PO4)3, AlH3(PO4)2 и др.

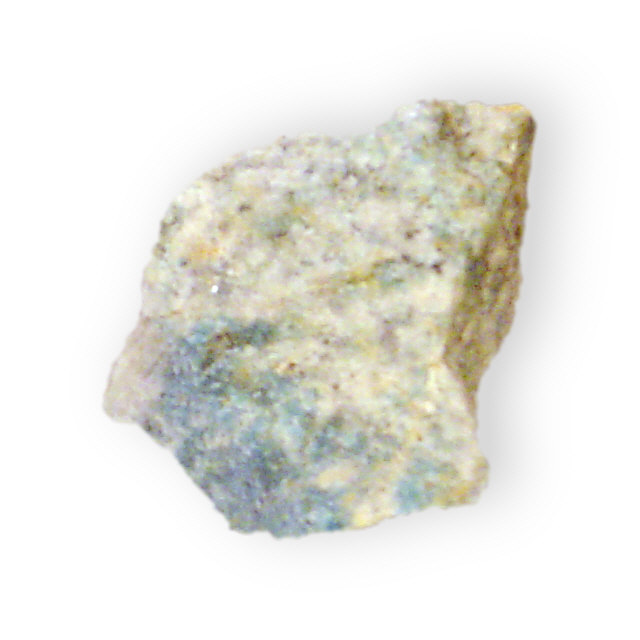
Аугелит

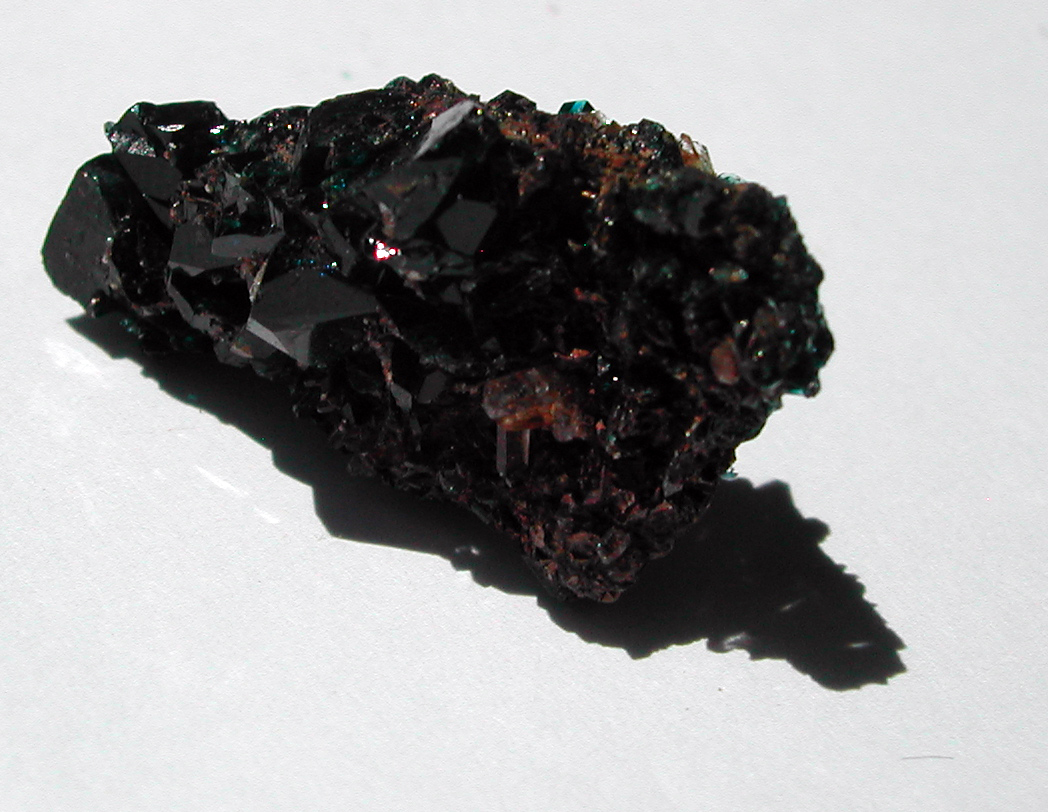
Лазулит

### Минералы фосфата алюминия
В природе фосфат алюминия входит в состав следующих многочисленных минералов (список не является исчерпывающим):
- альдерманит: Mg5Al12(PO4)8(OH)22 • 32H2O
- амблигонит: (Li,Na)AlPO4(F,OH)
- ахейлит: (Fe2+,Zn)Al6(PO4)4(OH)8 • 4H2O
- аугелит: Al2(PO4)(OH)3
- берлинит: AlPO4 • xH2O
- бразилианит: NaAl3(PO4)2(OH)4
- вантасселит: Al4(PO4)3(OH)3 • 9H2O
- варисцит: AlPO4 • 2H2O
- воксит: Fe2+Al2(PO4)2(OH)2 • 6H2O
- лазулит: (Mg,Fe2+)Al2(OH,PO4)2
- скорцалит: ((Mg,Fe2+)Al2(OH,PO4)2)
- таранакит: (K,Na)3(Al,Fe3+)5(PO4)2([HPO4)6 • 18H2O
- цириловит: NaFe3+3(PO4)2(OH)4 • 2(H2O)
- чилдренит: (Fe,Mn)AlPO4(OH)2 • H2O
- эосфорит: MnAlPO4)(OH)2 • H2O

## Получение и химические свойства
Фосфат алюминия - довольно устойчивое соединение, разлагающееся при температуре выше 2000 °C:
{\displaystyle {\mathsf {2AlPO_{4}\rightarrow Al_{2}O_{3}+P_{2}O_{5}}}}
Получают нагреванием алюмината натрия с фосфорной кислотой или обменной реакцией сульфата алюминия с водорастворимыми фосфатами:
{\displaystyle {\mathsf {NaAlO_{2}+H_{3}PO_{4}\ {\xrightarrow {t^{\circ }}}\ AlPO_{4}+NaOH+H_{2}O}}}
{\displaystyle {\mathsf {2Na_{3}PO_{4}+Al_{2}(SO_{4})_{3}\rightarrow 2AlPO_{4}\!\downarrow +\ 3Na_{2}SO_{4}}}}

## Сферы использования
- В качестве флюса в производстве керамики
- Добавка для цемента.
- Катализатор в органическом синтезе.
- Разрыхлитель в кондитерском деле.
- Антацид, и другие.

## Безопасность
Фосфат алюминия неядовит. Среднесмертельная доза (ЛД50) для белых мышей при пероральном введении составляет 6780-36500 мг/кг. 
В соответствии с ГОСТ 12.1.007-76 ПДК в рабочей зоне для фосфата алюминия составляет 6 мг/м³.